# Шахруди, Реза
Реза Шахруди (перс. رضا شاهرودی‎; род. 21 февраля 1972 года) — иранский футболист, выступавший на позиции полузащитника, и тренер.

## Раннее
Реза Шахруди родом из тегеранского района Имамзаде Хасангхоли Хан. На поле, где он тренировался в детстве, также в разные годы играли Хоссейн Фараки и Вахид Хашемян. Его отец ушёл из дома однажды в 1957 году во время революции и больше не вернулся. Финансирование семьи из пяти человек выпало на его старшего брата Али, который бросил школу, чтобы работать.

## Клубная карьера
Во взрослом футболе дебютировал в 1989 году выступлениями за команду клуба «Мехр Шемиран», в которой провёл один сезон, после чего с 1990 года играл за клуб «Кешаварз». Своей игрой за последнюю команду привлёк внимание представителей тренерского штаба клуба «Персеполис», к составу которого присоединился в 1992 году. В составе этой команды он провёл большую часть своей клубной карьеры. Впоследствии в период с 1998 по 2004 год также играл за клубы «Алтай», «Далянь Шидэ» и «Пасаргад». Завершил профессиональную игровую карьеру в клубе «Пайкан», в составе которого выступал на протяжении 2005—2006 годов.

## Карьера в сборной
В 1996 году дебютировал в официальных матчах в составе сборной Ирана. В течение карьеры в национальной команде, Шахруди провёл в форме главной команды страны 40 матчей и забил 5 голов
В составе сборной участвовал в чемпионате мира по футболу 1998 года, однако на поле не выходил.

## Тренерская карьера
После завершения карьеры футболиста работал тренером ФК «Парсех Тегеран», который был основан в июле 2006 года частным инвестором и в то время играл во 2-м дивизионе иранского футбола. С 2018 года Реза Шахруди входит в тренерской штаб олимпийской сборной Ирана.